# ليونيس

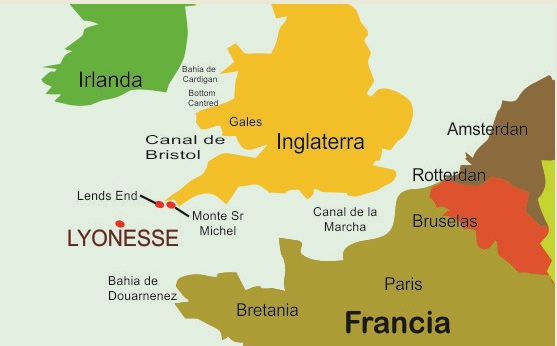

ليونيس (بالإنجليزية: Lyonnesse)‏ هي منطقة ذكرت في الأسطورة الآرثرية، وارتبطت بشكل خاص بقصة تريستان وإيزولت. ذُكر أنها تقع عند حدود كورنوال، وكانت موطن البطل تريستان، الذي كان ابن ملك ليونيس. ذكر في الحكايات اللاحقة أن ليونيس غرقت تحت الأمواج بعد زمن غير محدد من زمن قصص تريستان، ما يجعلها مشابهة لحكايات إيس وغيرها من الأراضي المفقودة في حكايات الكلتية من العصور الوسطى، وكانت ترتبط أحيانا مع جزر سيلي.

## ليونيس في الأسطورة الآرثرية
لا توجد إشارات إلى غرق ليونيس في الأساطير الأرثرية في العصور الوسطى، لأن الاسم في الأصل كان يشير إلى مكان معروف. حيث كان اسم Lyonesse الإنجليزي مأخوذا من الفرنسية Léoneis أو Léonois، والمأخوذ عن لودونيسيا Lodonesia، وهو الاسم اللاتيني لإقليم لوثيان في اسكتلندا. لم يكن مؤرخو حكايات آرثر من أوروبا القارية على فهم كامل بالجغرافيا الداخلية لبريطانيا العظمى؛ وهكذا يظهر أن المؤلف الفرنسي لحكاية تريستان وضع إقليم ليونيس إلى جانب كورنوال.
تم اقتباس الحكايات الفرنسية إلى اللغة الإنجليزية، وتم تحريف اسم ليونيس من Léonois إلى Lyonesse، وتم جعلها مملكة مختلفة تمامًا عن لوثيان، وأصبحت مرتبطة بمنطقة كورنوال، رغم أن موقعها الجغرافي ظل غير محدد. على أن الاسم لم يرتبط بأساطير المناطق الساحلية الضائعة في كورنوال حتى عهد إليزابيث الأولى،  تروي حكايات كورنوال عن أرض مفقودة ولها اسم مميز في اللغة الكورنية وهو ليثوسو Lethowsow، وهو مستمد من الاسم المحلي للشعاب المعروفة باسم «الأحجار السبعة»، حيث تروي الأساطير أنها كانت موقع عاصمة أرض ضائعة. الاسم نفسه يعني «الحليبية»، في إشارة إلى مياه البحر البيضاء قرب الشعاب المرجانية.
يصف ألفريد تنيسون في ملحمته الآرثرية، «أناشيد الملك»، أرض ليونيس بأنها موقع للمعركة النهائية بين آرثر وموردرد. كما يصف في أحد المقاطع بأنه مقدّر لها أن تغرق تحت المحيط.
اعتقد خطأ أن أصل اسم ليونيس أتى من كلمة «أسد»، فقيل أن عاصمتها كانت تدعى «مدينة الأسود» في بعض الحكايات اللاحقة، وتقع عند منطقة شعاب الأحجار السبعة، على بعد ثمانية عشر ميلا غرب لاندز إند وثمانية أميال شمال شرق جزر سيلي.

## النظائر في الأساطير الكلتية
تظهر أسطورة المملكة الغارقة في الأساطير الكورنية. وأصبحت مع قدوم المسيحية مثيلة سدوم وعمورة في الأساطير الكورنية، حيث أصبحت مثال الغضب الإلهي الذي يقع على من يرتكبون المعاصي.
هناك قصة موازية في بريتاني عن مدينة تدعى إيس، والتي غرقت أيضا بسبب فجور أهلها، ولم ينجو منها سوى شخص فاضل واحد، وهو ملكها الذي يدعى غرادلون والذي هرب على صهوة حصان. أما المقابل الويلزي فهي أرض كانترر غوايلود Cantre'r Gwaelod، وهي مملكة أسطورية غارقة في خليج كارديغان.
غالباً ما يُنظر إلى حكاية ليونيس على أنها من بقايا الذاكرة الشعبية لفيضان جزر سيلي وخليج ماونت قرب بينزانس. على سبيل المثال، تظهر غابة غارقة ذات أشجار متحجرة عندما ينخفض المدّ عن خليج ماونت. ارتبطت هذه الأرض بالأسطورة الأرثرية، رغم أن تاريخ غمرها يرجع في الواقع إلى حوالي العام 2500 قبل الميلاد.